# SdKfz 251半履帶車
SdKfz 251（Sonderkraftfahrzeug 251）是納粹德國為配合二戰裝甲擲彈兵之步戰协同战术而設的通用半履带车，共有超過20種子型號，全部生產量約15000輛，為德軍在二戰中使用的核心步兵戰鬥載具。

## 設計
該車采用了当时流行的半履带式传送运动方式，以增加在恶劣地形下的通过性(半履帶車型在二次大戰後迅速地被淘汰)。采用德国博格瓦德公司的3tHLKL6型半履带式运输车底盘研制，具体参考了3吨SdKft 11無裝甲牽引車的技術基礎。在SdKfz 250型号上予以改良和发展，扩大了SdKfz 250型号的车身，形成了能运载一个班10名步兵的通用性半履带装甲车(含前座駕駛與副手則為12人)，使用迈巴赫（Maybach）HL42TUKRM发动机，动力100HP。
引擎傳動軸只提供動力給履帶的驅動輪，並不像美系的半履帶車連轉向輪都有動力，概念上較為落後，但履帶卻設計有轉向超過15度時會左右差動，類似全履帶車輛的先進設計，卻同時帶來結構複雜，維修與量產性低問題。此型車最高时速55km/h。
前方装甲14.5mm、侧面8mm、底盘6mm（SdKfz 251/A-C型），只能防護小口徑槍械與炸彈破片。全系列不分型號均使用開頂設計，方便步兵在車上射擊與快速離車部署。但因開頂設計之故，面對敵人投擲的手榴彈、迫擊砲彈或是從高處來的射擊則顯無力。不過在那個年代因為車輛內部沒有空調，各國設計都雷同，並非德國獨有的缺點。

## 武裝
標準運兵版本的Sdkfz 251是配備安裝在前面的開艙或駕駛員上面（有時會裝反戰車砲）或後面的MG34或MG42通用機槍，而第二挺機槍則可以安裝在後邊上的防空砲位。

## 使用
该车1938年定型并投入试生产，用于取代其他装甲运兵车，1939年正式批量生产，一直生产到1945年战败，共生产16000辆左右，几乎参加了二战中后期所有重大战斗。并在基本型基础上生产了指挥车、喷火车、反战车砲车、通讯车、迫击砲车、火箭砲车、红外线夜间装备照射车等多种用途的改进型。从D型开始，为了提高生产产量，同时增加防护能力，采取了外形的简化，并增加了侧面的杂物箱。取消了外装甲上不必要的开口，后部装甲改用反向倾斜设计。
SdKfz 251型装甲车的半履带式结构使维修和保养比较复杂，也大大增加了非战斗损耗，公路通过率比不上轮式车辆，泥泞等复杂地形又不如戰車，但是符合德国兵工工业通用性的要求。其前轮不具备动力，也无刹车功能，只负责转向导向。而转向也严重依赖后履带的“转速差”。而同期美国的M3A4型半履带车前轮拥有动力和刹车，功率也比SdKfz 251型大40%，所以SdKfz 251型在战争后期，尤其是东线战场不能满足战术要求。
总体来说，SdKfz 251型半履带车是二战期间德国装甲兵战术的重要支撑，是装甲掷弹兵师的装备核心，并在战争中出色的完成偵察、火力支援、人员输送等战术任务，扩大了闪电战的战术效果。

## 衍生型

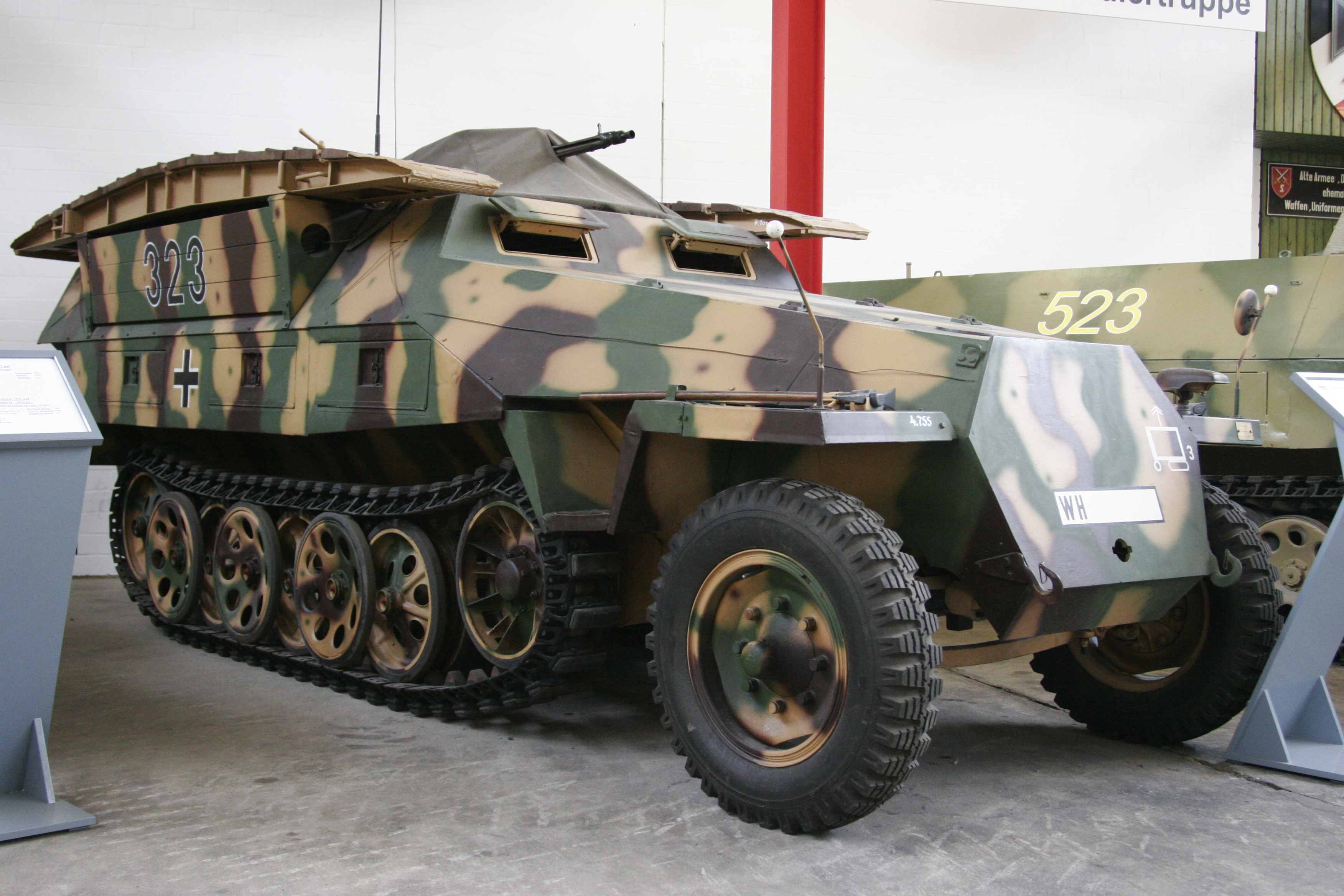
Sd.Kfz. 251/7 Pionierpanzerwagen突擊工程車

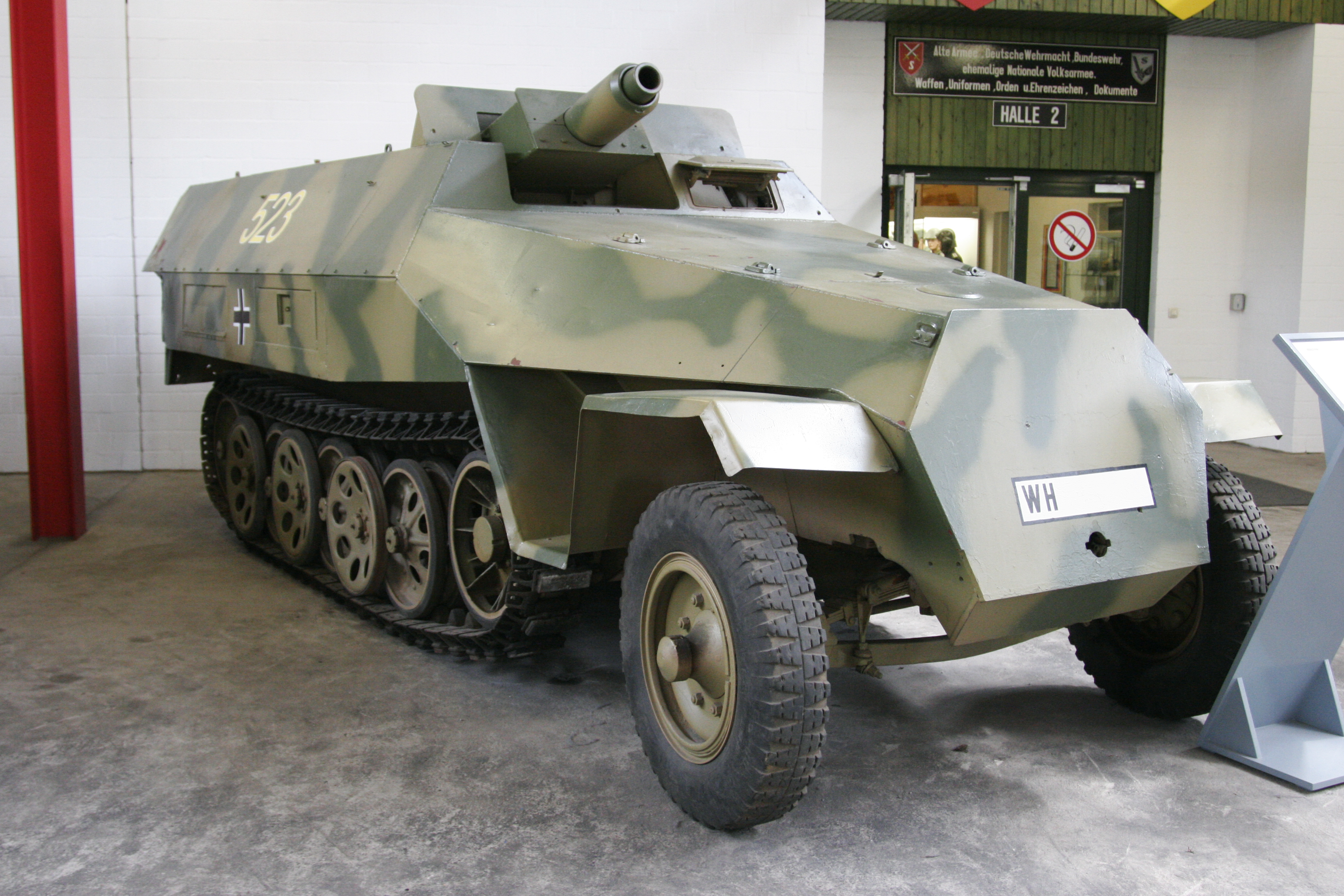
Sd.Kfz. 251/9 Stummel

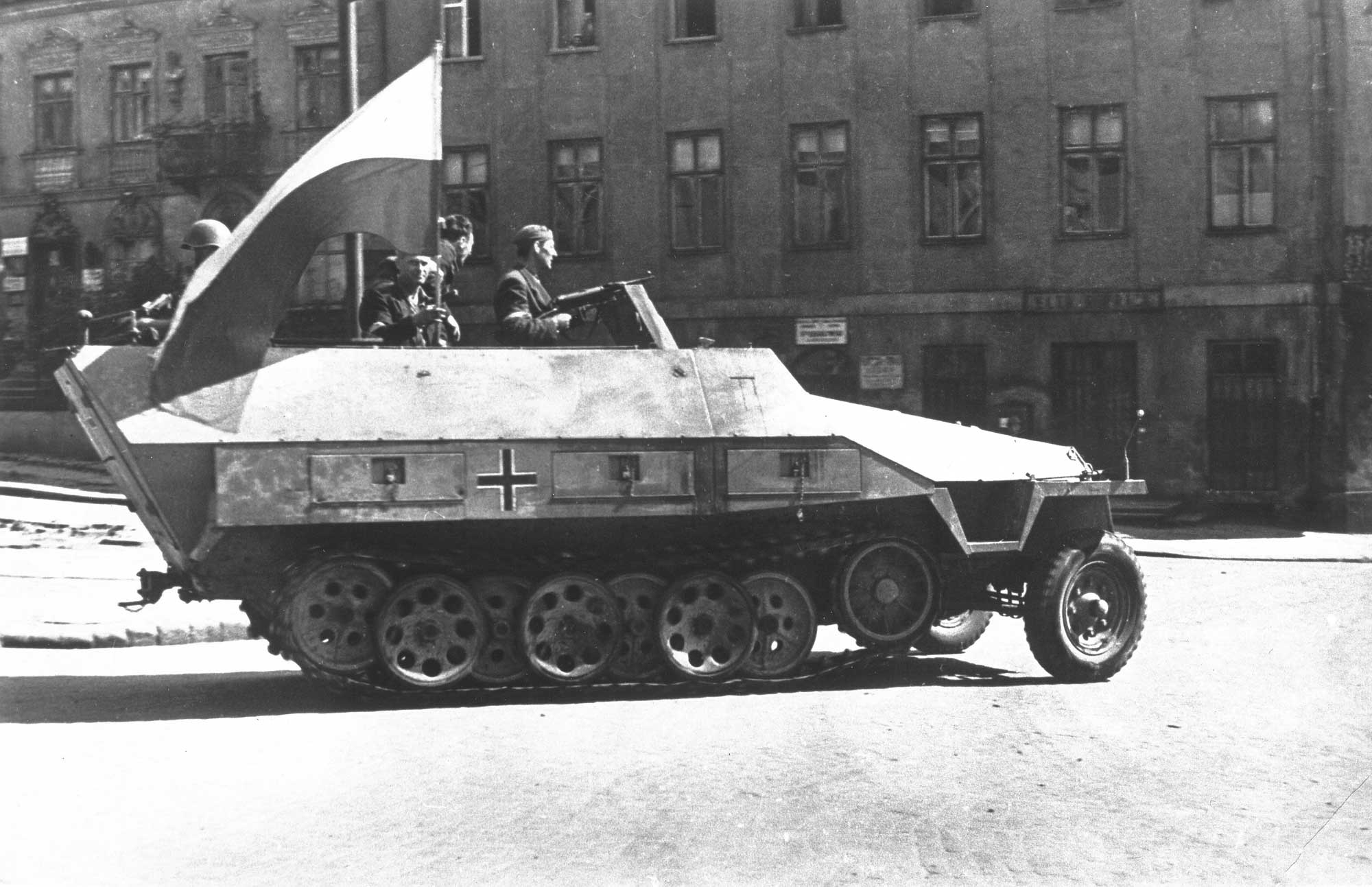
1944年华沙起义中，被波蘭軍擄獲的SdKfz 251

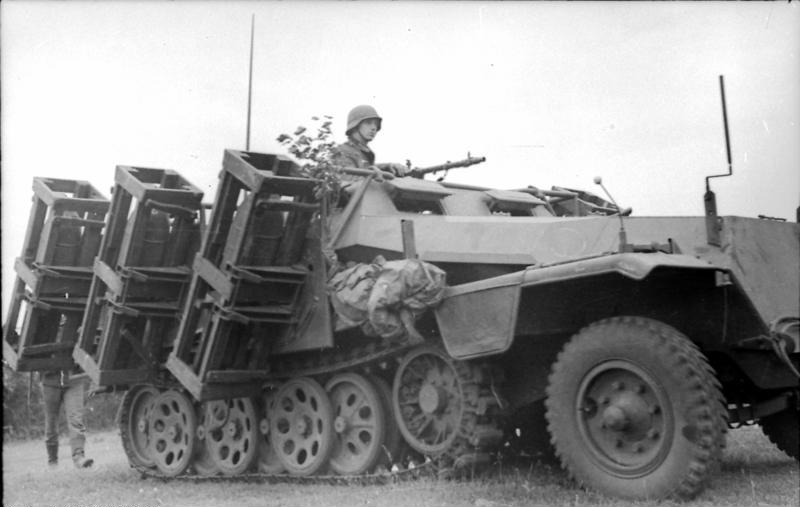
Wurfrahmen 40

- Sdkfz 251/1 - Schützenpanzerwagen--標準型運兵車
  - 251/1-I：加裝內部通話裝置
  - 251/1-II：即Wurfrahmen 40，德文又名（陸地司圖卡），車身裝有共6具280毫米、300毫米或320毫米火箭發射器
  - SdKfz 251/1：加裝紅外線偵察裝置
- Sdkfz 251/2：，81毫米迫擊砲運載車
- Sdkfz 251/3：，通信型，加裝無線電裝置
  - 251/3 I：裝有FuG8及FuG5無線電裝置
  - 251/3 II：裝有FuG8及FuG5無線電裝置
  - 251/3 III：裝有FuG7及FuG1無線電裝置
  - 251/3 IV：裝有FuG11及FuG12無線電裝置（Kommandowagen，指揮型，附9米天線杆）
  - 251/3 V：裝有FuG11無線電裝置
- Sdkfz 251/4 - ，火砲牽引車，最初用於牽引7.5cm leIG 18步兵砲，後來亦牽引Pak 38、Pak 40戰防砲及10.5cm leFH 18榴彈砲
- Sdkfz 251/5 - ，突擊工程車型，附有橋架及充氣橡皮艇
- Sdkfz 251/6 - ，指揮型，內有地圖版、Ausf. A及Ausf. B則加裝密碼機及譯碼機
- Sdkfz 251/7-I - ，突擊工程車，車身附有橋架
  - 251/7-II：裝有另一種無線電裝置
- Sdkfz 251/8-I - ，裝甲救護車
  - 251/8-II：裝有另一種無線電裝置
- Sdkfz 251/9 - ，加裝KwK 37 L/24 75毫米砲，又名
- Sdkfz 251/10 - ，加裝Pak 36 37毫米反戰車砲
- Sdkfz 251/11 - ，電話線鋪設車
- Sdkfz 251/12 - ，為火砲部隊提供彈着點修正的測量車
- Sdkfz 251/13 - ，為火砲部隊提供協助的車輛，內裝錄音載波器
- Sdkfz 251/14 - ，為火砲部隊提供協助的車輛，內裝錄音載波器
- Sdkfz 251/15 - ，為火砲部隊提供協助的車輛，內裝光點偵察器
- Sdkfz 251/16 - ，車身兩側裝有共兩具帶護盾的可拆式火焰噴射器，正前方仍裝有一門通用機槍
- Sdkfz 251/17 - ，裝有20毫米Flak 30或Flak 38機砲
- Sdkfz 251/18-I - ，為火砲部隊提供協助的前沿觀測車
  - 251/18-Ia
  - 251/18-II
  - 251/18-IIa
- Sdkfz 251/19 - ，通信型，內裝電信交換機
- Sdkfz 251/20 - ，加裝紅外線偵察裝置
- Sdkfz 251/21 - ，早期型裝有三聯裝MG 151 15毫米機砲，後期型改用三聯裝MG 151 20毫米機砲
- Sdkfz 251/22 - ，裝有Pak 40 75毫米反戰車砲
- Sdkfz 251/23 - ，偵察型，裝有與Sdkfz 234/1或Sdkfz 222的砲塔
- OT-810 - 捷克斯洛伐克生產版本，採用氣冷柴油引擎，車頂加裝裝甲版